# Natație la Jocurile Olimpice de vară din 1896 - marinari 100 m liber (masculin)
Proba de natație marinari 100 de metri liber masculin a fost una dintre cele patru probe de înot din programul de la Jocurile Olimpice de vară din 1896. Cea de-a doua cursă de înot a fost deschisă doar marinarilor din Marina Regală Greacă. Unsprezece marinari s-au înscris, dar doar trei au participat efectiv la eveniment. Timpul câștigător a fost cu aproape un minut mai lent decât cel al probei deschise de 100 de metri liber.

## Context
Aceasta a fost singura dată când o probă era destinată marinarilor din Marina Regală Greacă. Caracterul de excludere al acestei curse este un fenomen rar întâlnit la Jocurile Olimpice, care în general includ doar probe deschise tuturor concurenților; Bill Mallon, în cartea sa despre Jocurile din 1896, spune despre această probă că „includerea ei în palmaresul olimpic este cel puțin dubioasă”, afirmație care este repetată direct pe Olympedia. [Cu toate acestea, competiția este inclusă în baza de date a Comitetului Olimpic Internațional cu medaliații olimpici și nu există nicio înregistrare a lui Pierre de Coubertin sau a oricărei alte persoane importante de la începutul mișcării olimpice moderne care să se opună considerării cursei ca fiind olimpică.

## Formatul competiției
Această competiție de înot în stil liber a presupus o singură cursă, în care toți înotătorii au concurat în același timp. Înotătorii au fost duși cu vaporul în golf, de unde au înotat spre țărm.

## Program
| Dată                     | Dată                    | Oră   | Etapă  |
| Gregorian                | Iulian                  | Oră   | Etapă  |
| ------------------------ | ----------------------- | ----- | ------ |
| Sâmbătă, 11 aprilie 1896 | Sâmbătă, 30 martie 1896 | 11:00 | Finală |

## Finală
| Loc | Sportiv           | Țară   | Timp       |
| --- | ----------------- | ------ | ---------- |
| 1   | Ioannis Malokinis | Grecia | 2:20,4     |
| 2   | Spyridon Chazapis | Grecia | Necunoscut |
| 3   | Dimitrios Drivas  | Grecia | Necunoscut |